# Холоповиці (Волосовський район)
Холоповиці (рос. Холоповицы) — присілок у Волосовському районі Ленінградської області Російської Федерації.
Населення становить 62 особи. Належить до муніципального утворення Калитинське сільське поселення.

## Історія
Від 1 серпня 1927 року належить до Ленінградської області.

## Населення
| 1838 | 1848 | 1862 | 1997 | 2007 | 2010 | 2017 |
| ---- | ---- | ---- | ---- | ---- | ---- | ---- |
| 99   | ↘72  | ↗158 | ↘60  | ↗65  | ↘32  | ↗62  |